# Samir Amin
Samir Amin (in arabo: سمير أمين; Il Cairo, 3 settembre 1931 – Parigi, 18 agosto 2018) è stato un economista, politologo e attivista egiziano naturalizzato francese.
Ricercatore ed intellettuale di formazione marxista, fu una delle personalità di spicco della teoria del sistema-mondo (sebbene egli stesso si riferisse alla propria impostazione teoretica come "materialismo storico globale", andando a coniugare in maniera originale le teorie economiche afferenti a quella corrente di pensiero neo-marxista esemplificata da economisti come Paul A. Baran e Paul Sweezy con il tipo d'analisi storico-sociale promossa da studiosi come Fernand Braudel, ponendosi altresì in antitesi su diversi aspetti strutturali da altri sistema-mondisti quali Immanuel Wallerstein e Giovanni Arrighi), segnalandosi in particolar modo come un pioniere della cosiddetta teoria della dipendenza nell'ambito dell'economia politica. 
È inoltre noto per aver anche introdotto, in un suo celebre scritto del 1988, il termine eurocentrismo nel lessico comune.

## Biografia
Amin è nato al Cairo, figlio di un padre egiziano e di una madre francese (entrambi medici). Trascorse l'infanzia e la giovinezza a Port Said; lì frequentò un liceo francese, lasciando nel 1947 un diploma di maturità. Dal 1947 al 1957 studiò a Parigi, diplomandosi in scienze politiche (1952) prima di laurearsi in statistica (1956) ed economia (1957). Nella sua autobiografia Itinéraire intellectuel (1990) scrisse che per trascorrere una notevole quantità di tempo in "azione militante" poteva dedicare solo un minimo di tempo alla preparazione per gli esami universitari.
Dopo essere arrivato a Parigi, Amin si unì al Partito Comunista Francese (PCF), ma in seguito prese le distanze dal marxismo sovietico e si associò per qualche tempo ai circoli maoisti. Con altri studenti ha pubblicato una rivista intitolata Étudiants Anticolonialistes. Nel 1957 presentò la sua tesi, sotto la supervisione di François Perroux, tra l'altro, originariamente intitolata Le origini del sottosviluppo – Accumulazione capitalistica su scala mondiale ma ribattezzata Gli effetti strutturali dell'integrazione internazionale delle economie precapitaliste. Uno studio teorico del meccanismo che crea le cosiddette economie sottosviluppate.
Dopo aver terminato la sua tesi, Amin è tornato al Cairo, dove ha lavorato dal 1957 al 1960 come ufficiale di ricerca per "Institution for Economic Management" del governo. Successivamente, Amin lasciò il Cairo, per diventare consigliere del Ministero della Pianificazione di Bamako (Mali) dal 1960 al 1963. Nel 1963 gli fu offerta una borsa di studio presso l'Institut Africain de Développement Économique et de Planification (IDEP). Fino al 1970 ha lavorato lì, oltre a essere professore all'università di Poitiers, Dakar e Parigi (di Parigi VIII, Vincennes). Nel 1970 è diventato direttore dell'IDEP, che ha gestito fino al 1980. Nel 1980 Amin lasciò l'IDEP e divenne direttore del Terzo Forum mondiale di Dakar.

## Pensiero
Samir Amin ha espresso l'opinione sull'ordine mondiale e le relazioni internazionali: "Sì, voglio vedere la costruzione di un mondo multipolare, e questo ovviamente significa la sconfitta del progetto egemonico di Washington per il controllo militare del pianeta".
Pertanto, l'Europa deve porre fine alla sua "opzione atlantista" e seguire il corso del "riavvicinamento eurasiatico" con Russia, Cina, India e il resto dell'Asia e dell'Africa. Questo "ravvicinamento eurasiatico" è necessario per la collisione frontale con gli Stati Uniti d'America.
Secondo Samir Amin, l'Islam guida la sua lotta sul terreno della cultura, in cui "cultura" è intesa come "appartenenza a una religione". I militanti islamisti non sono realmente interessati alla discussione sui dogmi che formano la religione, ma al contrario sono preoccupati per l'affermazione rituale dell'appartenenza alla comunità. Una tale visione del mondo è quindi non solo angosciante, ma giustifica anche l'Imperialismo come strategia per sostituire un ''conflitto di culture'' con un conflitto tra i centri imperialisti e le arretrate periferie dominate.
Questa importanza attribuita alla cultura consente all'Islam politico di oscurare da ogni sfera della vita la dicotomia sociale realistica tra le classi lavoratrici e il sistema capitalista globale che le opprime e le sfrutta.
Quindi, l'Islam politico si allinea in generale al capitalismo e all'imperialismo, senza fornire alle classi lavoratrici un metodo di lotta efficace e non reazionario contro il loro sfruttamento.
Amin è stato attento a distinguere la sua analisi dell'Islam politico da islamofobia, rimanendo così sensibile agli atteggiamenti anti-musulmani che attualmente influenzano la società occidentale.
Samir Amin era uno dei sostenitori della teoria marxista della dipendenza.

## Premi
- Premio Ibn Rushd per la libertà di pensiero per l'anno 2009 a Berlino.

## Opere
- Sulla transizione, 1978, ed Jaca Book
- La teoria dello sganciamento. Per uscire dal sistema mondiale, (1985), 1987, Diffusioni 84, Milano.
- I mandarini del capitale globale, 1994, ed Datanews
- Il capitalismo nell'era della globalizzazione. La gestione della società contemporanea, 1997, Asterios Editore, Trieste.
- Oltre il capitalismo senile per un XXI secolo non americano, 2002, ed Punto Rosso
- Geopolitica dell'impero, 2004, Asterios Editore
- La crisi. Uscire dalla crisi del capitalismo o uscire dal capitalismo in crisi?, 2009, Edizioni Punto Rosso, Milano.
- Ottobre '17: ieri e domani, 2017, ed MarxVentuno
- Eurocentrismo. Modernità, religione e democrazia. Critica dell’eurocentrismo, critica dei culturalismi, 2022, ed La Città del Sole